# Individual Computers
Az Individual Computers (teljes nevén: Individual Computers Jens Schönfeld GmbH) egy német számítógépalkatrészeket gyártó cég, mely ún. "retrocomputingra" specializálódott és főként Commodore számítógépekhez állít elő és forgalmaz bővítőkártyákat, illetve kiegészítőket. A céget Jens Schönfeld alapította és vezeti ma is.

## Termékek

### Jelenleg is gyártott
- C64 Reloaded MK2 - Csökkentett fogyasztású, de teljes értékű C64-klón alaplap[4]
- Keyrah V2 – Commodore billentyűzet, illetve joystick modern számítógépek USB-portjára csatlakoztatását biztosító interfész[5]
- X-Surf-100 – 100 MBit-es, Zorro II/Zorro III interfészes ethernet (hálózati) kártya[6][7]
- Indivision ECS/AGA v3 – Flicker fixer amigákhoz[8][9]
- Keyrah V2 – Commodore billentyűzet, egér USB-re csatlakoztatására alkalmas interfész clock porttal[10]
- ACA gyorsítókártyák - CPU bővítőkártyák amigákhoz[11][12]
- Micromys V5 – PS/2 egér adapter amigákhoz és C64-hez[13]
- Chameleon - Egy önállóan és cartridge módban is működő fejlesztett funkcionalitású FCPGA C64-klón[14]

### Kifutott
- Catweasel – Számos amigán kívüli formátumot is támogató floppylemez-meghajtó vezérlő kártya[15]
- Retro Replay – Fejlesztett Commodore 64 Action Replay ROM cartridge[16]
- C-One – szabadon konfigurálható számítógép[17]
- VarIO – multi I/O kártya, nagy sebességű soros porttal, EPP/ECP-kompatibilis párhuzamos porttal és clock porttal[18]

### Kiadatlan
- Clone-A – FPGA-n emulált Amiga chipset és tervezett önálló miniszámítógép[19]

## Fordítás
- Ez a szócikk részben vagy egészben  az   Individual Computers című angol Wikipédia-szócikk fordításán alapul.  Az eredeti cikk szerkesztőit annak laptörténete sorolja fel. Ez a jelzés csupán a megfogalmazás eredetét és a szerzői jogokat jelzi, nem szolgál a cikkben szereplő információk forrásmegjelöléseként.